# Comuna Bixad, Covasna
Bixad (în maghiară Sepsibükszád) este o comună în județul Covasna, Transilvania, România, formată numai din satul de reședință cu același nume.
S-a format în anul 2004 prin desprinderea din comuna Malnaș.

## Demografie
Componența etnică a comunei Bixad
     Maghiari (90,73%)
     Romi (3,41%)
     Români (2,84%)
     Alte etnii (3,03%)
Componența confesională a comunei Bixad
     Romano-catolici (79,18%)
     Reformați (6,94%)
     Ortodocși (4,04%)
     Fără religie (2,46%)
     Martori ai lui Iehova (1,77%)
     Alte religii (2,08%)
     Necunoscută (3,53%)
Conform recensământului efectuat în 2021, populația comunei Bixad se ridică la 1.585 de locuitori, în scădere față de recensământul anterior din 2011, când fuseseră înregistrați 1.799 de locuitori. Majoritatea locuitorilor sunt maghiari (90,73%), cu minorități de romi (3,41%) și români (2,84%). Din punct de vedere confesional, majoritatea locuitorilor sunt romano-catolici (79,18%), cu minorități de reformați (6,94%), ortodocși (4,04%), fără religie (2,46%) și martori ai lui Iehova (1,77%), iar pentru 3,53% nu se cunoaște apartenența confesională.

## Politică și administrație
Comuna Bixad este administrată de un primar și un consiliu local compus din 11 consilieri. Primarul, Márton-Csaba Bács[*], de la Uniunea Democrată Maghiară din România, este în funcție din 2004. Începând cu alegerile locale din 2024, consiliul local are următoarea componență pe partide politice:
|  | Partid                                     | Consilieri | Componența Consiliului | Componența Consiliului | Componența Consiliului | Componența Consiliului | Componența Consiliului | Componența Consiliului | Componența Consiliului | Componența Consiliului | Componența Consiliului |
|  | ------------------------------------------ | ---------- | ---------------------- | ---------------------- | ---------------------- | ---------------------- | ---------------------- | ---------------------- | ---------------------- | ---------------------- | ---------------------- |
|  | Uniunea Democrată Maghiară din România     | 9          |                        |                        |                        |                        |                        |                        |                        |                        |                        |
|  | Forța Civică Maghiară - Magyar Polgári Erő | 1          |                        |                        |                        |                        |                        |                        |                        |                        |                        |
|  | Boér Rozália                               | 1          |                        |                        |                        |                        |                        |                        |                        |                        |                        |